# 1986 în informatică
- 1985 în informatică — 1986 în informatică — 1987 în informatică

1986 în informatică a însemnat o serie de evenimente noi notabile:

## Evenimente
- Prototipul calculatorului CoBra este gata după un an de cercetări. Este primul și, până acum, singurul calculator românesc produs la Brașov.

## Premiul Turing
- John Hopcroft și Robert Tarjan